# Тессье, Огюстина
Огюстина Тессье (фр. Augustine Tessier; 2 января 1869 года — 8 марта 1981 года) — французская долгожительница. С 22 января 1981 года до своей смерти являлась старейшим живущим человеком в мире.

## Биография
Огюстина Тессье родилась 2 января 1869 года во Франции. В неизвестный момент времени она стала монахиней и взяла себе имя сестра Жюлия.
В январе 1981 года, после смерти Фанни Томас, Огюстина Тессье стала старейшим живущим человеком в мире. Спустя полтора месяца, 8 марта того же года, она скончалась. На момент смерти Тессье была старейшей монахиней в истории.

## См.также
- Долгожитель
- Список старейших людей в мире
- Список старейших женщин